# 표준 편차

각 밴드의 너비가 1 표준편차인 정규분포의 구상. 68-95-99.7 규칙 참고.

예측값 0과 표준편차 1을 나타낸 정규분포의 누적 확률.

표준 편차(標準 偏差, 영어: standard deviation, SD)는 통계집단의 분산의 정도 또는 자료의 산포도를 나타내는 수치로, 분산의 음이 아닌 제곱근 즉, 분산을 제곱근한 것으로 정의된다. 표준편차가 작을수록 평균값에서 변량들의 거리가 가깝다. 통계학과 확률에서 주로 확률의 분포, 확률변수 혹은 측정된 인구나 중복집합에 적용된다. 관례에 따라 모집단은 그리스 문자로, 표본은 영어 알파벳으로 표기하는데, 모집단의 표준편차는 {\displaystyle \sigma }(시그마)로, 표본의 표준편차는 {\displaystyle s}(에스)로 나타낸다.
편차(deviation)는 관측값에서 평균 또는 중앙값을 뺀 것이다.
분산(variance)은 관측값에서 평균을 뺀 값을 제곱하고, 그것을 모두 더한 후 전체 개수로 나눠서 구한다. 즉, 차잇값의 제곱의 평균이다. 관측값에서 평균을 뺀 값인 편차를 모두 더하면 {\displaystyle 0}이 나오므로 제곱해서 더한다.
표준편차(standard deviation)는 분산을 제곱근한 것이다. 편차들(deviations)의 제곱합(SS, sum of square)에서 얻어진 값의 평균치인 분산의 성질로부터 다시 제곱근해서 원래 단위로 만들어줌으로써 얻게된다.
모표준편차(population standard deviation) {\displaystyle \sigma }는 모집단의 표준편차이다. 모분산 {\displaystyle \sigma ^{2}}에 제곱근을 씌워서 구한다.
표본표준편차(sample standard deviation) {\displaystyle s}는 표본의 표준편차이다. 표본분산 {\displaystyle s^{2}}에 제곱근을 씌워서 구한다.

## 정의
확률변수 {\displaystyle X}의 기댓값 {\displaystyle \operatorname {E} (X)}를 {\displaystyle \mu }라 하자. 이 때 모집단 {\displaystyle X}의 표준편차 {\displaystyle \sigma _{X}}는 다음과 같이 정의한다.
{\displaystyle {\begin{aligned}\sigma &={\sqrt {\operatorname {E} \left((X-\mu )^{2}\right)}}\\&={\sqrt {\operatorname {E} \left(X^{2}\right)+\operatorname {E} (-2\mu X)+\operatorname {E} \left(\mu ^{2}\right)}}\\&={\sqrt {\operatorname {E} \left(X^{2}\right)-2\mu \operatorname {E} (X)+\mu ^{2}}}\\&={\sqrt {\operatorname {E} \left(X^{2}\right)-2\mu ^{2}+\mu ^{2}}}\\&={\sqrt {\operatorname {E} \left(X^{2}\right)-\mu ^{2}}}\\&={\sqrt {\operatorname {E} \left(X^{2}\right)-(\operatorname {E} (X))^{2}}}\end{aligned}}}
유도과정에서 기댓값의 성질이 사용되었다. 표준편차는 분산의 제곱근과 같은 의미를 가진다.

## 통계적 추정

### 동일 경중률인 경우
경중률이 동일한 경우 표본 내의 어떤 변인 {\displaystyle x}가 가지는 모집단에서 표본(sample)의 표준편차의 추정치 {\displaystyle s}는 다음과 같다.
{\displaystyle s=\pm {\sqrt {\frac {\sum (x-{\overline {x}})^{2}}{n-1}}}=\pm {\sqrt {\frac {\sum \nu ^{2}}{n-1}}}}
{\displaystyle s}: 표본의 표준편차
{\displaystyle x}: 변인
{\displaystyle {\overline {x}}}: 표본의 평균
{\displaystyle n}: 표본의 크기
{\displaystyle \nu }: 잔차
분모를 {\displaystyle n-1}로 나누는 이유는 분산을 계산할 때 모평균이 아닌 표본평균을 사용했기 때문에 모집단의 편의 추정량(biased estimator)이 되므로, 분산이 불편 추정량(unbiased estimator)이 되도록 하기 위해서이다. {\displaystyle n-1}을 자유도(degree of freedom)라고 본다.

### 경중률이 다른 경우
경중률을 {\displaystyle w}라 할 때, {\displaystyle \sum w=n}인 경우에는 표본표준편차 {\displaystyle s}를 다음과 같이 구한다.
{\displaystyle s=\pm {\sqrt {\frac {\sum w(x-{\overline {x}})^{2}}{n-1}}}=\pm {\sqrt {\frac {\sum w\nu ^{2}}{n-1}}}}

## 같이 보기
- 편차
- 표준 점수
- 평균편차
- 68-95-99.7 규칙(경험적인 규칙)
- 표준오차
- 절대편차
- 공분산
- 변이 가설 (variability hypothesis)
- 분산